# 安藤もあ
安藤 もあ（あんどう もあ、1998年1月21日 - ）は、日本のAV女優。ストリッパー。ティーパワーズ所属。

## 略歴
アイドルに憧れ中学1年の時に地下アイドルの研究生となる。程なく研究生を辞めるが、その後も2011年に開催された乃木坂46一期生オーディション(三次審査まで進出)など、数多くのオーディションを受け、中学3年の時に地下アイドルグループのメンバーとなり、18歳まで活動していた。
2021年7月にプレステージから、AVデビュー。
2022年5月21日に浅草ロック座大トリでストリップデビュー。同年10月からはポラ館である川崎ロック座にあがる。アイドル経験からステージ慣れしていたが、ストリップのほうが上下関係の厳しさや所作を知らなかったことで大変だったという。ストリップに上がるようになった経緯は事務所の紹介。
2022年11月7日週、FANZA動画フロアランキング 週間AVランキングにて、出演した『マジックミラー号ハードボイルド 1cm1万円のギリギリディルドチャレンジ！先っちょだけ…のつもりが極太ディルドに性欲を刺激され思わず膣奥までズボっと挿入！おま○こを押し広げられる人生初の快楽に発情腰ふりそして潮！潮！2』が1位を獲得。
2022年12月1日、DMM GAMES「クリムゾン妖魔大戦 新キャラクター声優公開オーディション」にエントリー。2023年公開の映画『ブルーポルノ』出演のため、約半年間演技ワークショップに通った。

## 人物
神奈川県出身。
趣味は犬の散歩、特技はカラオケ。
中学2年の時にアイドルグループ・アイドリング!!!の5期生オーディションを受け、最終選考で落選。『アイドリング!!!』のMCだったバカリズムの『もう!バカリズムさんの超H!』にゲスト出演（#28）し、違った形で共演することとなった。
乃木坂46一期生オーディションの三次審査(実技審査)では、後に乃木坂46のメンバーとなる生駒里奈や齋藤飛鳥等と同会場だったことを明かしている。

## 作品

### アダルトDVD
- 「私、もう一度みんなの前で輝きたいんです…!」 顔面偏差値メジャー級 元地下アイドル 「絶対的センター」 安藤もあ AVデビュー（7月16日、プレステージ）
- ストリート・クイーン AV Queen（9月3日、プレステージ）
- 新・絶対的美少女、お貸しします。 ACT.107（9月17日、プレステージ）
- 「擦りつけただけでイッちゃうの!?…だったら私が特訓してあげるね」 彼女のゴン攻めフェラチオで早漏改善しちゃったボク（10月1日、DOC）
- マジックミラー号ハードボイルド 1cm1万円のギリギリディルドチャレンジ! 先っちょだけ…のつもりが極太ディルドに性欲を刺激され思わず膣奥までズボっと挿入!おま○こを押し広げられる人生初の快楽に発情腰ふり そして潮!潮! 2（11月11日、サディスティックヴィレッジ）
- 羞恥 新任女教師が学習教材にされる男子校の性教育 生徒の目の前で無遠慮な指が膣に挿入される!プライドは崩壊するが、子宮の奥から愛液があふれ出る 7（11月25日、サディスティックヴィレッジ）
- ラグジュTV×PRESTIGE PREMIUM 54（11月26日、プレステージ）※「桜木望結」名義
- 顔出しMM号 女子大生限定 ザ・マジックミラー リアル友達関係の男女の素人大学生が生まれて初めての素股に挑戦! 2人っきりの密室でクリトリスとチ○ポを擦り合わせると友情の壁を超え我慢できずにヌルッと挿入してしまうのか!? 7 人生初の真正中出しスペシャル!（12月7日、ディープス）※「ももか」名義
- 羞恥 ある日突然男女社員混合 強制OL健康診断 2021スペシャル（12月23日、サディスティックヴィレッジ）
- シロウトTV×PRESTIGE PREMIUM 45（12月31日、プレステージ）※「もあ」名義

- YORU★like ―盛りマンビッチはヨルライク― volume03（1月14日、プレステージ）※「MOA」名義
- ネズミ講式非道の連鎖!下校中のお嬢様学校の女子○生! 巻き添えレイプ! 2 「自分だけ不幸だと明日から学校行けないよね?嫌いな子をもっと酷い目に合わせちゃいなよ?」と、表面上は仲良しだけど、心の底ではクソ嫌いな“自称親友”を呼び出させ首絞め!鬼イラマ!イカせる激ピストンでエンドレス中出し（1月27日、サディスティックヴィレッジ）
- 完全盗撮 同じアパートに住む美人妻2人と仲良くなって部屋に連れ込んでめちゃくちゃセックスした件。其の44（3月1日、変態紳士倶楽部）
- アスリートの完全ノーカット欲望剥き出しプライベートSEX（3月24日、サディスティックヴィレッジ）
- おうぼガール ＃018 もあちゃん(23)（4月15日、プレステージ）
- ビーチクJOI 乳首を責めながらオナ指示してくれる天使たち（4月26日、SEX Agent）
- 素人娘がM男君の自宅を訪問! 責め経験ほぼゼロのうぶな女子たちが、底知れぬM心に触発されドS痴女性が開花! 「もう出ちゃうんですか…//」 乳首舐め手コキや顔騎フェラで散々焦らした後は、杭打ち騎乗位で自ら腰を振ってイキまくる! M男君の10倍昇天してもまだ足りず、精子が空っぽになるまで強制連続搾取!（5月27日、赤面女子）
- ラブラブカップル同士が互いのパートナーを交換するスワッピングゲームに挑戦!! 相手の彼女＆彼氏をより多くイカせたら賞金100万円!? 勝利の為にエグイほどのエロスキル発動ww賞金の為に恋人の目の前で他人と生挿入中出しSEX!? 2（5月13日、赤面女子）
- アへ顔Wピースフェラ（5月24日、SEX Agent）
- マジックミラー号ハードボイルド素人女子大生が膣奥からデトックスする絶頂エステ体験! 1秒に19回の激ピストンで子宮口をメリメリ開かれ何度も絶頂潮吹き! 性欲が暴走した高学歴娘は、連続中出しも受け入れてしまうのか?（6月23日、サディスティックヴィレッジ）
- 俺専用パンチラドール もあ（6月9日、フェチ眼）
- サウナレディーのお仕事 2022 人妻達による185分の密着まごころ洗体 & スパマッサージSP（7月7日、SODクリエイト）
- 巨乳水着ギャルばかりを狙う海の家ナンパエステ 24（8月2日、変態紳士倶楽部）
- 有栖ともあ このぬくもりをあなたとずっと感じていたい… 楠有栖 安藤もあ（8月9日、ビビアン）
- 「私の言う事聞いてくれるよね? じゃないと…」兄嫁の復讐! 姑にイジメられ我慢の限界に達した兄嫁は、家の男たちとヤリまくって全員性奴隷化!（8月9日、Hunter）
- 無防備に透けている下着はワザと? 同僚の保母さんのパンツが透けてて超絶フル勃起!（8月9日、Hunter）
- マジックミラー号ハードボイルド 1cm1万円のギリギリディルドチャレンジ！先っちょだけ…のつもりが極太ディルドに性欲を刺激され思わず膣奥までズボっと挿入！おま○こを押し広げられる人生初の快楽に発情腰ふりそして潮！潮！2（11月11日、サディスティックヴィレッジ）

- 県立トビジオ大学医学部附属病院 看護中はずっと潮吹きっぱなし＆失禁しまくり 激ピスされても平然と医療行為をし続けるナース達（8月24日、SODクリエイト）

### アダルトVR
- 超全身舐めアイドル究極ハーレムVR 大好きな推しのアイドルたちに囲まれチ○ポはもちろん足の先から身体中、顔面まで全身同時舐め回し!さらに全員ナマ挿入アイドル孕ませ中出しSEX!!（1月10日、SODクリエイト）
- 【お触り禁止! 本番禁止!】 健全J○リフレ店の【超絶ルーズソックス美女を媚薬で発情】させて濃厚FUCK! 無垢な女子○生を生姦ハメで快楽堕ちさせた【口内射精 & 中出し2発】内緒のキメパコVR 安藤もあ（1月17日、こあらVR）
- 〈バイノーラルで聴覚刺激! 多人数罵倒足コキ! 豪華15人160分収録!〉‘女子○生寮の管理人（下僕人）の僕は、寮生の足コキおもちゃにされてます…’【寮や学校など至る所で罵倒され、足でチンコをイジメられてるけど快感すぎて責められ好きの僕にとってはご褒美で…（3月2日、SODクリエイト）
- 超全身舐めアイドル究極ハーレムVR 大好きな推しのアイドルたちに囲まれチ○ポはもちろん足の先から身体中、顔面まで全身同時舐め回し! さらに全員ナマ挿入アイドル孕ませ中出しSEX!! 永瀬ゆい 南乃そら 安藤もあ 朝日りん 綾瀬ひまり 夜空あみ（3月2日、SODクリエイト）
- 僕のチ●ポが好き過ぎる最高に都合がイイ ちんしゃぶフレンド 安藤もあ（3月29日、kawaii*）
- 廃墟のトイレにいた変態ドマゾ女 安藤もあ（4月29日、CASANOVA）
- 【俺専用オシャブリーナVR】13人完全撮りおろし（6月10日、こあらVR）※オムニバス作品
- 絶倫様大歓迎! 回転式3点責めヘルス ‘ペロペロアタック’渋谷店‘ 至極の90分出し放題! ち●こも乳首もカッチカチ! キンタマ空っぽになるまで思う存分出し尽くす僕! ※5射精以上で裏オプご褒美SEX!! 浜崎真緒 宇野栞菜 安藤もあ（8月1日、SODクリエイト）

### ネット配信
- ネットでAV応募→AV体験撮影 1566 【初撮り】【元アイドル】【激カワ看板娘】カメラの前で美スタイルを魅せつける元アイドルは、ファンに見せたことのない卑猥な表情を浮かべ..（6月19日、シロウトTV）※「もあ」名義
- ラグジュTV 1440 セフレじゃ物足りない!魅惑な大きな瞳にスラリとした美脚を持つ現役レースクイーンが登場!男のピストンに嬉しそうに笑みを浮かべ何度も中イキ!立バック、騎乗位、正常位…どの体位でもこの美スタイルがよく映える!（8月6日、ラグジュTV）※「桜木望結」名義
- 【スベ尻+極上くびれ】MOAちゃん★スレンダー美少女店員が働くコンカフェで待ち合わせ!チ●コしゃぶりたがりな彼女が肉棒欲を剥き出しにしてご奉仕プレイ&底無しの性欲でチ●コ狂いの潮吹きしまくり絶頂顔射SEX!!【YORU★like.11】（9月29日、SUKEKIYO）※「MOA」名義
- 【黒髪絶対美少女を同伴生ハメ本指名】超美形クールビューティな見た目でピュアガール!?駆け出しパイパンキャバ嬢ちゃんを出勤前に頂きます♪髪コキ・足コキ・電マ・中出し!何度もありな言いなりSEX2連戦!!【しろうとハメ撮り#もあ#23歳#顔面偏差値MAXスレンダーキャバ嬢】（10月13日、MOON FORCE）※「もあ」名義
- 【超アイドルの生セックス】かくれアイドル現役JDを彼女としてレンタル!口説き落として本来禁止のエロ行為までヤリまくった一部始終を完全REC!!公園デート&秘密のテント内フェラを楽しんだあとは、ホテルでエロコスSEX&全裸オイルSEX!!絶対センターの鍛え上げられたスレンダラスBODYが超絶シコい!!さらに至る所で潮を吹きまくる敏感即イキま●こ!!超アイドルの知られざるプライベートSEX映像に、大興奮フル勃起まちがい無し!!（10月17日、プレステージプレミアム）※「もあ」名義
- 823moa（10月29日、Perfect-G）
- マジ軟派、初撮。 1710 整った顔立ちにモデルのようなスタイル!経験人数100人超えなのに付き合った人数3人!?潮吹きしまくりのオマ●コにチ●ポで栓をしてもなお吹き出す潮!潮!潮!!中イキ連発で見どころ満載!（10月31日、ナンパTV）※「もあ」名義
- 【夢見る美女】【モデルボディ】もあちゃん参上!モデルを目指してアルバイトをしながらモデルのオーディションを受けている夢見る美女!オーディションを落ちまくりでエッチなオーディションでどうかなってAV出演しちゃうｗ【底知れる性欲】【柔軟な腰つき】モデル級の柔軟ボディが所かまわずにセックスしまくりｗ自画自賛の騎乗位のエグイ腰つきがグイグイ唸る!!即濡れ即イキ美少女の貪欲で底知れぬSEXを見逃すな!!（11月16日、ARA）※「もあ」名義
- 男子校の性教育教材として扱われる新任女教師 ～安藤もあ編～（11月17日、サディスティックヴィレッジ）
- AV初体験【ハメ潮どばどば】【長身スレンダー】【超美少女！】ちっちゃいお顔に完璧なスタイルを持ち合わせた最強素人!半年ぶりのセックスでおもらしハメ潮しながら大絶頂! おうぼガール#019（11月30日、HHH）※「もあ」名義
- 羞恥! 男女社員合同 全裸OL健康診断 〜安藤もあ編〜（12月18日、サディスティックヴィレッジ）

- 【配信専用】ヌキ無し店なのに…超過剰サービスで疲労も精子もぶっ飛ぶ!! リピート確定! 搾精メンズエステ #4（1月13日、DOC）
- 【配信専用】ジュルジュルといやらしく音を立てるヨダレまみれの濃密全身リップ #2 （5月5日、DOC）
- ツン顔でイキ我慢する女教師 安藤もあ（6月9日、WAAPサロン）
- そう、その目でその喉で… 涙ながらに尺りなさい 安藤もあ（6月23日、WAAPサロン）

### デジタル写真集
- 激写美女 安藤もあ（2022年9月23日、プレステージ出版）
- Re:start 安藤もあ（2022年10月7日、プレステージ出版、撮影：松田忠雄）
- 前職、アイドル。 安藤もあ（2022年10月7日、プレステージ出版、撮影：松田忠雄）

## 出演

### テレビ
- もう!バカリズムさんの超H! #28（2021年10月25日、フジテレビONE）
- 魚拓と成瀬のツキとスッポンぽん #380,#381（2021年12月12日,19日、パチ・スロ サイトセブンTV）[9][10]

### ウェブテレビ
- ロンドンハーツABEMA特別編（2022年5月31日、ABEMA）アンケート協力[11]

### 映画
- ブルーポルノ/『ボビー・フィッシャーをさがして』（2023年9月1日、レフトハイ） ‐ 安藤もあ 役[7]